# Bijugis tatricolella
Bijugis tatricolella är en fjärilsart som beskrevs av Niesiowski 1929. Bijugis tatricolella ingår i släktet Bijugis och familjen säckspinnare. Inga underarter finns listade i Catalogue of Life.